# Antonio Imbert Barrera
Antonio Imbert Barrera, född 3 december 1920 i Puerto Plata, död 31 maj 2016, var en dominikansk general som satt i det Medborgarmilitära rådet i Dominikanska republiken 16 januari–18 januari 1962, och var president 7 maj–30 augusti 1965.